# États parties au Traité d'interdiction complète des essais nucléaires
| - États parties repris dans l'annexe 2 - États signataires repris dans l'annexe 2 - États hors du TICEN repris dans l'annexe 2 | - États parties non repris dans l'annexe 2 - États signataires non repris dans l'annexe 2 - États hors du TICEN non repris dans l'annexe 2 |

Participation au Traité d'interdiction complète des essais nucléaires (février 2019)
États parties repris dans l'annexe 2
États signataires repris dans l'annexe 2
États hors du TICEN repris dans l'annexe 2
États parties non repris dans l'annexe 2
États signataires non repris dans l'annexe 2
États hors du TICEN non repris dans l'annexe 2

La liste des États parties au Traité d'interdiction complète des essais nucléaires (TICE ou TICEN) est celle des États qui ont signé et ratifié ledit Traité et en deviendront parties lorsque celui-ci entrera en vigueur. Ce traité de contrôle et de limitation des armements interdit tout essai nucléaire ou tout autre type d'explosion nucléaire dans quelque environnement que ce soit.
Le TICEN a été ouvert à la signature le 24 septembre 1996 à New York, aux États-Unis. Il n'est toujours pas entré en vigueur. En effet, pour ce faire, il faut que les 44 États énumérés dans l'annexe 2 du Traité ratifient le texte ; or, à la date du 31 décembre 2019, seuls 36 d'entre eux l'ont fait.
À la date du 31 décembre 2019, le TICEN compte 184 États l'ayant signé et 168 États l'ayant en outre ratifié.
L'annexe 1 du TICEN énumère les 195 États qui peuvent signer et ratifier le texte : à savoir, les 192 membres des Nations unies[Quoi ?] ainsi que les îles Cook, Niue et le Saint-Siège. L'annexe 2 du TICEN reprend les 44 États qui, en 1996 (au moment de la négociation du Traité), participaient à la Conférence du désarmement et possédaient alors des réacteurs nucléaires.

## Les États qui «bloquent » l'entrée en vigueur du TICEN
Les cinq États suivants sont énumérés dans l'Annexe 2 et ont signé mais non ratifié le Traité :
- Chine
- Égypte
- États-Unis
- Iran
- Israël

Les trois États suivants sont énumérés dans l'Annexe 2 et n'ont ni signé ni ratifié le Traité :
- Corée du Nord
- Inde
- Pakistan

## Liste des États
Ce tableau contient les informations suivantes :
- Liste des 196 États membres de l'ONU,
- Liste des 44 États figurant en Annexe 2 du traité dont la ratification est nécessaire pour son entrée en vigueur,
- Date de signature des 184 États ayant signé le traité,
- Date de ratification des 168 États ayant ratifié le traité.

| État                             | Liste des 44 | Signé le          | Ratifié le                              |
| -------------------------------- | ------------ | ----------------- | --------------------------------------- |
| Afrique du Sud                   | ✔️           | 24 septembre 1996 | 30 mars 1999                            |
| Algérie                          | ✔️           | 15 octobre 1996   | 11 juillet 2003                         |
| Allemagne                        | ✔️           | 24 septembre 1996 | 20 août 1998                            |
| Argentine                        | ✔️           | 24 septembre 1996 | 4 décembre 1998                         |
| Australie                        | ✔️           | 24 septembre 1996 | 9 juillet 1998                          |
| Autriche                         | ✔️           | 24 septembre 1996 | 13 mars 1998                            |
| Bangladesh                       | ✔️           | 24 octobre 1996   | 8 mars 2000                             |
| Belgique                         | ✔️           | 24 septembre 1996 | 29 juin 1999                            |
| Brésil                           | ✔️           | 24 septembre 1996 | 24 juillet 1998                         |
| Bulgarie                         | ✔️           | 24 septembre 1996 | 29 septembre 1999                       |
| Canada                           | ✔️           | 24 septembre 1996 | 18 décembre 1998                        |
| Chili                            | ✔️           | 24 septembre 1996 | 12 juillet 2000                         |
| Chine                            | ✔️           | 24 septembre 1996 |                                         |
| Colombie                         | ✔️           | 24 septembre 1996 | 29 janvier 2008                         |
| République démocratique du Congo | ✔️           | 4 octobre 1996    | 28 septembre 2004                       |
| Corée du Nord                    | ✔️           |                   |                                         |
| Corée du Sud                     | ✔️           | 24 septembre 1996 | 24 septembre 1999                       |
| Égypte                           | ✔️           | 14 octobre 1996   |                                         |
| Espagne                          | ✔️           | 24 septembre 1996 | 31 juillet 1998                         |
| États-Unis                       | ✔️           | 24 septembre 1996 |                                         |
| Finlande                         | ✔️           | 24 septembre 1996 | 15 janvier 1999                         |
| France                           | ✔️           | 24 septembre 1996 | 6 avril 1998                            |
| Hongrie                          | ✔️           | 25 septembre 1996 | 13 juillet 1999                         |
| Inde                             | ✔️           |                   |                                         |
| Indonésie                        | ✔️           | 24 septembre 1996 | 6 décembre 2011                         |
| Iran                             | ✔️           | 24 septembre 1996 |                                         |
| Israël                           | ✔️           | 25 septembre 1996 |                                         |
| Italie                           | ✔️           | 24 septembre 1996 | 1er février 1999                        |
| Japon                            | ✔️           | 24 septembre 1996 | 8 juillet 1997                          |
| Mexique                          | ✔️           | 24 septembre 1996 | 5 octobre 1999                          |
| Norvège                          | ✔️           | 24 septembre 1996 | 15 juillet 1999                         |
| Pakistan                         | ✔️           |                   |                                         |
| Pays-Bas                         | ✔️           | 24 septembre 1996 | 23 mars 1999                            |
| Pérou                            | ✔️           | 25 septembre 1996 | 12 novembre 1997                        |
| Pologne                          | ✔️           | 24 septembre 1996 | 25 mai 1999                             |
| Roumanie                         | ✔️           | 24 septembre 1996 | 5 octobre 1999                          |
| Royaume-Uni                      | ✔️           | 24 septembre 1996 | 6 avril 1998                            |
| Russie                           | ✔️           | 24 septembre 1996 | 30 juin 2000 Révoqué le 17 octobre 2023 |
| Slovaquie                        | ✔️           | 30 septembre 1996 | 3 mars 1998                             |
| Suède                            | ✔️           | 24 septembre 1996 | 2 décembre 1998                         |
| Suisse                           | ✔️           | 24 septembre 1996 | 1er octobre 1999                        |
| Turquie                          | ✔️           | 24 septembre 1996 | 16 février 2000                         |
| Ukraine                          | ✔️           | 27 septembre 1996 | 23 février 2001                         |
| Viêt Nam                         | ✔️           | 24 septembre 1996 | 10 mars 2006                            |
| Afghanistan                      |              | 24 septembre 2003 | 24 septembre 2003                       |
| Albanie                          |              | 27 septembre 1996 | 23 avril 2003                           |
| Andorre                          |              | 24 septembre 1996 | 12 juillet 2006                         |
| Angola                           |              | 27 septembre 1996 | 20 mars 2015                            |
| Antigua-et-Barbuda               |              | 16 avril 1997     | 11 janvier 2006                         |
| Arabie saoudite                  |              |                   |                                         |
| Arménie                          |              | 1er octobre 1996  | 12 juillet 2006                         |
| Azerbaïdjan                      |              | 28 juillet 1997   | 2 février 1999                          |
| Bahamas                          |              | 4 février 2005    | 30 novembre 2007                        |
| Bahreïn                          |              | 24 septembre 1996 | 12 avril 2004                           |
| Barbade                          |              | 14 janvier 2008   | 14 janvier 2008                         |
| Belize                           |              | 14 novembre 2001  | 26 mars 2004                            |
| Bénin                            |              | 27 septembre 1996 | 6 mars 2001                             |
| Bhoutan                          |              |                   |                                         |
| Biélorussie                      |              | 24 septembre 1996 | 13 septembre 2000                       |
| Birmanie                         |              | 25 novembre 1996  | 21 septembre 2016                       |
| Bolivie                          |              | 24 septembre 1996 | 4 octobre 1999                          |
| Bosnie-Herzégovine               |              | 24 septembre 1996 | 26 octobre 2006                         |
| Botswana                         |              | 16 septembre 2002 | 28 octobre 2002                         |
| Brunei                           |              | 22 janvier 1997   | 10 janvier 2013                         |
| Burkina Faso                     |              | 27 septembre 1996 | 17 avril 2002                           |
| Burundi                          |              | 24 septembre 1996 | 24 septembre 2008                       |
| Cambodge                         |              | 26 septembre 1996 | 10 novembre 2000                        |
| Cameroun                         |              | 16 novembre 2001  | 6 février 2006                          |
| Cap-Vert                         |              | 1er octobre 1996  | 1er mars 2006                           |
| République centrafricaine        |              | 19 décembre 2001  | 16 mai 2010                             |
| Chypre                           |              | 24 septembre 1996 | 18 juillet 2003                         |
| Îles Cook                        |              | 5 décembre 1997   | 6 septembre 2005                        |
| République du Congo              |              | 11 février 1997   | 2 septembre 2014                        |
| Côte d'Ivoire                    |              | 25 septembre 1996 | 11 mars 2003                            |
| Comores                          |              | 12 décembre 1996  |                                         |
| Costa Rica                       |              | 24 septembre 1996 | 25 septembre 2001                       |
| Croatie                          |              | 24 septembre 1996 | 2 mars 2001                             |
| Cuba                             |              |                   |                                         |
| Danemark                         |              | 24 septembre 1996 | 21 décembre 1998                        |
| Djibouti                         |              | 21 octobre 1996   | 15 juillet 2005                         |
| République dominicaine           |              | 3 octobre 1996    | 4 septembre 2007                        |
| Dominique                        |              |                   |                                         |
| Émirats arabes unis              |              | 25 septembre 1996 | 18 septembre 2000                       |
| Équateur                         |              | 24 septembre 1996 | 12 novembre 2001                        |
| Érythrée                         |              | 11 novembre 2003  | 11 novembre 2003                        |
| Estonie                          |              | 20 novembre 1996  | 13 août 1999                            |
| Éthiopie                         |              | 25 septembre 1996 | 8 août 2006                             |
| Fidji                            |              | 24 septembre 1996 | 10 octobre 1996                         |
| Gabon                            |              | 7 octobre 1996    | 20 septembre 2000                       |
| Gambie                           |              | 9 avril 2003      |                                         |
| Géorgie                          |              | 24 septembre 1996 | 27 septembre 2002                       |
| Ghana                            |              | 3 octobre 1996    | 14 juin 2011                            |
| Grèce                            |              | 24 septembre 1996 | 21 avril 1999                           |
| Grenade                          |              | 10 octobre 1996   | 19 août 1998                            |
| Guatemala                        |              | 20 septembre 1999 | 12 janvier 2012                         |
| Guinée                           |              | 3 octobre 1996    | 20 septembre 2011                       |
| Guinée-Bissau                    |              | 11 avril 1997     | 24 septembre 2013                       |
| Guinée équatoriale               |              | 9 octobre 1996    |                                         |
| Guyana                           |              | 7 septembre 2000  | 7 mars 2001                             |
| Haïti                            |              | 24 septembre 1996 | 1er décembre 2005                       |
| Honduras                         |              | 25 septembre 1996 | 30 octobre 2003                         |
| Irak                             |              | 19 août 2008      | 26 septembre 2013                       |
| Irlande                          |              | 24 septembre 1996 | 15 juillet 1999                         |
| Islande                          |              | 24 septembre 1996 | 26 juin 2000                            |
| Jamaïque                         |              | 11 novembre 1996  | 13 novembre 2001                        |
| Jordanie                         |              | 26 septembre 1996 | 25 août 1998                            |
| Kazakhstan                       |              | 30 septembre 1996 | 14 mai 2002                             |
| Kenya                            |              | 14 novembre 1996  | 30 novembre 2000                        |
| Kirghizistan                     |              | 8 octobre 1996    | 2 octobre 2003                          |
| Kiribati                         |              | 7 septembre 2000  | 7 septembre 2000                        |
| Koweït                           |              | 24 septembre 1996 | 6 mai 2003                              |
| Laos                             |              | 30 juillet 1997   | 5 octobre 2000                          |
| Lesotho                          |              | 30 septembre 1996 | 14 septembre 1999                       |
| Lettonie                         |              | 24 septembre 1996 | 20 novembre 2001                        |
| Liban                            |              | 16 septembre 2005 | 25 novembre 2008                        |
| Liberia                          |              | 1er octobre 1996  | 17 août 2009                            |
| Libye                            |              | 13 novembre 2001  | 6 janvier 2004                          |
| Liechtenstein                    |              | 27 septembre 1996 | 21 septembre 2004                       |
| Lituanie                         |              | 7 octobre 1996    | 7 février 2000                          |
| Luxembourg                       |              | 24 septembre 1996 | 26 mai 1999                             |
| Macédoine du Nord                |              | 29 octobre 1998   | 14 mars 2000                            |
| Madagascar                       |              | 9 octobre 1996    | 15 septembre 2005                       |
| Malawi                           |              | 9 octobre 1996    | 21 novembre 2008                        |
| Malaisie                         |              | 23 juillet 1998   | 17 janvier 2008                         |
| Maldives                         |              | 1er octobre 1997  | 7 septembre 2000                        |
| Mali                             |              | 18 février 1997   | 4 août 1999                             |
| Malte                            |              | 24 septembre 1996 | 23 juillet 2001                         |
| Maroc                            |              | 24 septembre 1996 | 17 avril 2000                           |
| Îles Marshall                    |              | 24 septembre 1996 | 28 octobre 2009                         |
| Mauritanie                       |              | 24 septembre 1996 | 30 avril 2003                           |
| Maurice                          |              |                   |                                         |
| États fédérés de Micronésie      |              | 24 septembre 1996 | 25 juillet 1997                         |
| Moldavie                         |              | 24 septembre 1997 | 16 janvier 2007                         |
| Monaco                           |              | 1er octobre 1996  | 18 décembre 1998                        |
| Mongolie                         |              | 1er octobre 1996  | 8 août 1997                             |
| Monténégro                       |              | 23 octobre 2006   | 23 octobre 2006                         |
| Mozambique                       |              | 26 septembre 1996 | 4 novembre 2008                         |
| Namibie                          |              | 24 septembre 1996 | 29 juin 2001                            |
| Nauru                            |              | 8 septembre 2000  | 12 novembre 2001                        |
| Népal                            |              | 8 octobre 1996    |                                         |
| Nicaragua                        |              | 24 septembre 1996 | 5 décembre 2000                         |
| Niger                            |              | 3 octobre 1996    | 9 septembre 2002                        |
| Nigeria                          |              | 8 septembre 2000  | 27 septembre 2001                       |
| Niue                             |              | 6 avril 2012      | 4 mars 2014                             |
| Nouvelle-Zélande                 |              | 27 septembre 1996 | 19 mars 1999                            |
| Oman                             |              | 23 septembre 1999 | 13 juin 2003                            |
| Ouganda                          |              | 7 novembre 1996   | 14 mars 2001                            |
| Ouzbékistan                      |              | 3 octobre 1996    | 29 mai 1997                             |
| Palaos                           |              | 12 août 2003      | 1er août 2007                           |
| Panama                           |              | 24 septembre 1996 | 23 mars 1999                            |
| Papouasie-Nouvelle-Guinée        |              | 25 septembre 1996 |                                         |
| Paraguay                         |              | 25 septembre 1996 | 4 octobre 2001                          |
| Philippines                      |              | 24 septembre 1996 | 23 février 2001                         |
| Portugal                         |              | 24 septembre 1996 | 26 juin 2000                            |
| Qatar                            |              | 24 septembre 1996 | 3 mars 1997                             |
| Rwanda                           |              | 30 novembre 2004  | 30 novembre 2004                        |
| Saint-Christophe-et-Niévès       |              | 23 mars 2004      | 27 avril 2005                           |
| Saint-Marin                      |              | 7 octobre 1996    | 12 mars 2002                            |
| Saint-Siège                      |              | 24 septembre 1996 | 18 juillet 2001                         |
| Saint-Vincent-et-les-Grenadines  |              | 2 juillet 2009    | 23 septembre 2009                       |
| Sainte-Lucie                     |              | 4 octobre 1996    | 5 avril 2001                            |
| Îles Salomon                     |              | 3 octobre 1996    |                                         |
| Salvador                         |              | 24 septembre 1996 | 11 septembre 1998                       |
| Samoa                            |              | 9 octobre 1996    | 27 septembre 2002                       |
| Sao Tomé-et-Principe             |              | 26 septembre 1996 |                                         |
| Sénégal                          |              | 26 septembre 1996 | 9 juin 1999                             |
| Serbie                           |              | 8 juin 2001       | 19 mai 2004                             |
| Seychelles                       |              | 24 septembre 1996 | 13 avril 2004                           |
| Sierra Leone                     |              | 8 septembre 2000  | 17 septembre 2001                       |
| Singapour                        |              | 14 janvier 1999   | 10 novembre 2001                        |
| Slovénie                         |              | 24 septembre 1996 | 31 août 1999                            |
| Somalie                          |              |                   |                                         |
| Soudan                           |              | 10 juin 2004      | 10 juin 2004                            |
| Soudan du Sud                    |              |                   |                                         |
| Sri Lanka                        |              | 24 octobre 1996   |                                         |
| Suriname                         |              | 14 janvier 1997   | 7 février 2006                          |
| Eswatini / Swaziland             |              | 24 septembre 1996 | 21 septembre 2016                       |
| Syrie                            |              |                   |                                         |
| Tadjikistan                      |              | 7 octobre 1996    | 10 juin 1998                            |
| Tchad                            |              | 8 octobre 1996    | 8 février 2013                          |
| République tchèque               |              | 12 novembre 1996  | 11 septembre 1997                       |
| Thaïlande                        |              | 12 novembre 1996  | 25 septembre 2018                       |
| Timor oriental                   |              | 26 septembre 2008 |                                         |
| Togo                             |              | 2 octobre 1996    | 2 juillet 2004                          |
| Tonga                            |              |                   |                                         |
| Trinité-et-Tobago                |              | 8 octobre 2009    | 26 mai 2010                             |
| Tunisie                          |              | 16 octobre 1996   | 23 septembre 2004                       |
| Turkménistan                     |              | 24 septembre 1996 | 20 février 1998                         |
| Tuvalu                           |              | 25 septembre 2018 |                                         |
| Tanzanie                         |              | 30 septembre 2004 | 30 septembre 2004                       |
| Uruguay                          |              | 24 septembre 1996 | 21 septembre 2001                       |
| Vanuatu                          |              | 24 septembre 1996 | 16 septembre 2005                       |
| Venezuela                        |              | 3 octobre 1996    | 13 mai 2002                             |
| Yémen                            |              | 30 septembre 1996 |                                         |
| Zambie                           |              | 3 décembre 1996   | 23 février 2006                         |
| Zimbabwe                         |              | 13 octobre 1999   | 13 février 2019                         |